# Краш (сленг)
Краш, жін. крашиха (англ. crush — захоплення) — сленгове слово на позначення людини, яка дуже подобається; людина, яка викликає сильне захоплення або емоційну симпатію; тимчасове почуття закоханості або симпатії до когось, зазвичай безвзаємності або відкритого прояву.
Сам краш переважно не знає (йому не повідомляється) про те, що він є для когось об'єктом за́хвату.
Використовується серед молоді. Також поширені варіанти крашиха, крашка, вкрашитись, злапати краш (закохатися) та ін.